# Castle Hill Avenue
Castle Hill Avenue – stacja początkowa metra nowojorskiego, na linii 6. Znajduje się w dzielnicy Bronx, w Nowym Jorku i zlokalizowana jest pomiędzy stacjami Zerega Avenue i Parkchester. Została otwarta 24 października 1920.